# Елубкино
Елубкино (мар. Йолобкан) — деревня в Горномарийском районе Республики Марий Эл России. Входит в состав Троицко-Посадского сельского поселения.

## География
Деревня находится в юго-западной части республики, в зоне хвойно-широколиственных лесов, к западу от автодороги 88Н-02003, на расстоянии примерно 9 километров (по прямой) к юго-западу от города Козьмодемьянска, административного центра района. Абсолютная высота — 132 метра над уровнем моря.

### Климат
Климат характеризуется как умеренно континентальный, с умеренно холодной снежной зимой и относительно тёплым летом. Среднегодовая температура воздуха — 3,3 °С. Средняя температура воздуха самого тёплого месяца (июля) — 18,9 °C (абсолютный максимум — 37 °C); самого холодного (января) — −12,4 °C (абсолютный минимум — −44 °C). Продолжительность устойчивых морозов в среднем 127 дней. Среднегодовое количество атмосферных осадков составляет 518 мм, из которых около 358 мм выпадает в период с апреля по октябрь.

### Часовой пояс
Деревня Елубкино, как и вся Марий Эл, находится в часовой зоне МСК (московское время). Смещение применяемого времени относительно UTC составляет +3:00.

## Население
| 2002 | 2010 | 2013 | 2014 |
| ---- | ---- | ---- | ---- |
| 60   | ↘32  | ↗38  | →38  |

### Национальный состав
Согласно результатам переписи 2002 года, в национальной структуре населения горные марийцы составляли 100 %.

## Известные уроженцы
- Костатеев Гурий Васильевич (1912—2004) —  марийский советский педагог, поэт. Директор Паратмарской семилетней школы (1951—1954), учитель родного языка и литературы Виловатовской средней школы Горномарийского района Марийской АССР (1954—1974). Заслуженный учитель школы РСФСР (1970). Участник Великой Отечественной войны. Член ВКП(б) с 1942 года.
- Костатеев Павел Алексеевич (1925—1994) — марийский советский педагог, партийный и административный деятель. Председатель Горномарийского районного исполкома (1960—1962) и Козьмодемьянского городского исполкома Марийской АССР (1962—1965). Директор Козьмодемьянского техникума электронных приборов (1969—1987). Заслуженный учитель школы РСФСР (1981). Участник Великой Отечественной войны и советско-японской войны. Член ВКП(б) с 1946 года.